# Grammitis wattsii
Grammitis wattsii är en stensöteväxtart som beskrevs av Edwin Bingham Copeland. Grammitis wattsii ingår i släktet Grammitis och familjen Polypodiaceae. Inga underarter finns listade.